# (100326) 1995 OR4
(100326) 1995 OR4 es un asteroide perteneciente al cinturón de asteroides, descubierto el 22 de julio de 1995 por el equipo del Spacewatch desde el Observatorio Nacional de Kitt Peak, Arizona, Estados Unidos.

## Designación y nombre
Designado provisionalmente como 1995 OR4.

## Características orbitales
1995 OR4 está situado a una distancia media del Sol de 2,941 ua, pudiendo alejarse hasta 3,163 ua y acercarse hasta 2,719 ua. Su excentricidad es 0,075 y la inclinación orbital 2,700 grados. Emplea 1842 días en completar una órbita alrededor del Sol.

## Características físicas
La magnitud absoluta de 1995 OR4 es 15,6.